# Pseudyrias lineata
Pseudyrias lineata là một loài bướm đêm trong họ Noctuidae.